# Dzhokhar Tsarnaev
Dzhokhar Anzorovich Tsarnaev (født 22. juli 1993) er en Kirgisisk-Amerikansk dømt terrorist af tjetjensk afstamning, der blev dømt for bombningen i Boston den 15. april under Boston Maraton i 2013 sammen med sin bror Tamerlan Tsarnaev. Bomberne dræbte tre mennesker og sårede cirka 280 andre.
Efter angrebet, blev en politibetjent ved navn Sean Collier skudt og dræbt den 18. april i et mislykket forsøg fra brødrene på at stjæle betjentens pistol. Senere opstod en skududveksling mellem politiet og Tsarnaev-brødrene. Tamerlan blev dræbt, og en anden politibetjent blev kritisk såret i løbet af Tsarnaevs flugt i en SUV. Tsarnaev blev såret, men slap væk, og der opstod en stor eftersøgning med tusinder af betjente, der søgte i et 20-blokkeområde i Watertown, Massachusetts. Dagen efter fandt politiet Dzhokhar, der havde gemt sig i en båd på en trailer ved en villa og de anholdt ham. Tsarnaev sagde senere under afhøring, at han også havde planer om at bombe Times Square i New York City. Tsarnaev sagde også til myndighederne, at han og hans bror i det mindste delvist blev radikaliseret ved at se et foredrag fra Anwar al-Awlaki. Han blev senere dømt til døden den 24. juni 2015.